# Стівен Чоу
Чжоу Сінчі (кит.спр. 周星驰, піньїнь Zhōu Xīngchí), більш відомий як Стівен Чоу (англ. Stephen Chow; нар. 22 червня 1962, Гонконг) — гонконзький комедійний актор, сценарист, режисер та продюсер.

## Біографія
Стівен Чоу народився 22 червня 1962 року в родині робітника з Коулуна. Він був єдиним хлопчиком з чотирьох дітей. Ранні роки Чоу разом з сестрами провів у Шанхаї, де, надихнувшись прикладом Брюса Лі, займався бойовими мистецтвами. Закінчивши школу у 1982 році, Стівен пішов на акторські курси телеканалу TVB. Через рік він отримав роль ведучого в дитячій телепрограмі «Космічний шаттл 430», яку до нього вів Тоні Люн. За шість років роботи в цій якості він виробив комедійний стиль mo lei tau, який будується на абсурдних фразах і діях, пародіях, двозначностях та жартах на тему аспектів китайської культури. Наприкінці 1980-х Чоу став багато зніматися в кіно. Його проривом на великий екран став кримінальний бойовик «Останнє правосуддя», за роль дрібного шахрая в якому на тайванському кінофестивалі «Золотий кінь» 1988 року він отримав премію за найкращу чоловічу роль другого плану.
Кінець 1980-х та початок 1990-х років були дуже насиченим для Чоу. У 1989 році він знявся в гангстерському фільмі Джона Ву «Просто герої» та зіграв невдалого залицяльника героя Джета Лі у бойовику «Битва дракона». Свою першу головну роль Чоу зіграв у фільмі 1990 року «Всі на переможця», який був пародією на «Бога гравців» з Чоу Юньфатом у головній ролі. З цього фільму почалося співробітництво Чоу з Нг Мангтатом, який потім грав допоміжних персонажів у багатьох фільмах Чоу. У 1991 році Чоу знявся у фільмі «Пробийся назад в школу», який став найкасовішим в історії гонконзького кінематографа, породив два сиквела та приніс Чоу номінацію на Гонконзьку кінопремію. Потім послідували комедії, що пародіюють класичні китайські фільми про бойові мистецтва («Кулак люті»), костюмовані історичні фільми («Король жебраків», «Страж Забороненого міста») та китайський епос («Китайська Одіссея»).
Під час роботи над фільмом 1993 року «Божевільний монах» у Чоу, який намагався під час зйомок вносити зміни в сценарій, виникли творчі розбіжності з режисером Джонні То. Фільм провалився в прокаті, а Чоу вирішив, що потребує більшого контролю над своїми фільмами. У 1994 році він дебютував в якості режисера відразу в двох фільмах — «Доставка любові» та «З Китаю з любов'ю» (пародія на фільми про Джеймса Бонда), якого супроводив великий комерційний успіх. Надалі Чоу створив власну продюсерську компанію Star Overseas, що випустила три його фільми.
Наприкінці 90-х років Чоу разом з іншими видатними діячами гонконзької кіноіндустрії приписували зв'язки з тріадами. Він неодноразово заперечував ці зв'язки, однак звинувачень вистачило, щоб у 2001 році Канада відмовила Чоу у виді на проживання на підставі його можливих зв'язків зі злочинними угрупованнями.
У 90-х роках разом з Джекі Чаном Стівен Чоу був одним з найбільш касових акторів на азійському ринку, проте західному глядачеві його фільми майже не були відомі. Ситуація почала змінюватися в 2001 році, коли на екрани вийшов його новий фільм «Шаолінський футбол», сюжет якого будується на участі майстрів традиційних китайських бойових мистецтв у футбольному чемпіонаті. Фільм зібрав 46 млн доларів в Азії, приніс Чоу дві гонконзькі кінопремії (найкращому актору і режисеру). У 2003 році компанія Miramax Films придбала права на дистрибуцію «Шаоліньського футболу» в США. Про Чоу стали писати американські критики, а режисер Квентін Тарантіно назвав його одним з найкращих коміків в кінематографі.
Наступний фільм Чоу, пародію на гангстерські бойовики та фільми про бойові мистецтва «Розбірки в стилі кунг-фу», вийшов в 2004 році та вперше отримав широкий світовий прокат. В цілому він зібрав більше 100 млн доларів, був номінований на британську кінопремію як найкращий фільм іноземною мовою та приніс Чоу премію «Золотий кінь» за режисуру. Як «Шаолінський футбол», так і «Розбірки в стилі кунг-фу» отримали гонконзьку кінопремію в номінації «найкращий фільм».
У 2008 році Чоу зняв науково-фантастичну комедію «Сьомий» про маленького прибульця, що потрапив на Землю. У цьому фільмі він в останній раз зіграв велику роль у подальшому зосередившись на роботі продюсера та режисера. У 2013 році на екрани вийшла нова комедія Чоу, «Подорож на Захід: Підкорення демонів», заснована на класичному творі китайської літератури. Фільм встановив кілька рекордів прокату, отримавши в підсумку найбільші касові збори серед усіх фільмів на китайській мові. Наступний фільм Чоу, фантастична комедія «Русалка», що вийшла на екрани в 2016 році, була високо оцінена критиками і встановила новий рекорд касових зборів для китайських фільмів, зібравши в світовому прокаті понад 500 млн американських доларів.

## Вибрана фільмографія
| Рік  | Українська назва                                 | Оригінальна назва            | Англійська назва                            | Роль                                        |
| ---- | ------------------------------------------------ | ---------------------------- | ------------------------------------------- | ------------------------------------------- |
| 1988 | Останнє правосуддя                               | 霹靂先鋒                     | Final Justice                               | Вей                                         |
| 1990 | Переможець отримує все                           | 賭聖                         | All for the Winner                          | Син                                         |
| 1990 | Бог гравців II                                   | 賭俠                         | God of Gamblers II                          | Син                                         |
| 1991 | Бог гравців III: Назад в Шанхай Сін              | 賭俠2之上海灘賭聖            | God of Gamblers III: Back to Shanghai       |                                             |
| 1993 | Вчений, що фліртує                               | 唐伯虎點秋香                 | Flirting Scholar                            | Тан Інь / режисер                           |
| 1993 | Божевільний чернець                              | 濟公                         | The Mad Monk                                | Дракон                                      |
| 1994 | Кохання за доставкою                             | 破壞之王                     | Love on Delivery                            | Хо Кам-Ан / режисер                         |
| 1994 | Хай живе суддя                                   | 九品芝麻官                   | Hail the Judge                              | Пао Лун-Сін                                 |
| 1994 | З Китаю з любов'ю                                | 國產凌凌漆                   | From Beijing with Love                      | Лін-Лін Ци / сценарист / режисер            |
| 1995 | Китайська Одіссея. Перша частина: Скриня Пандори | 西遊記第壹佰零壹回之月光寶盒 | A Chinese Odyssey Part One: Pandora's Box   | Сунь Укун                                   |
| 1995 | Китайська Одіссея. Друга частина: Сіндерела      | 西遊記大結局之仙履奇緣       | A Chinese Odyssey Part Two: Cinderella      |                                             |
| 1995 | З темряви                                        | 回魂夜                       | Wui wan yeh                                 | Леон                                        |
| 1995 | Операція вартістю 60 мільйонів доларів           | 百變星君                     | Sixty Million Dollar Man                    | Лі Чак-Сін                                  |
| 1996 | Страж Забороненого Міста                         | 大內密探零零發               | Forbidden City Cop                          | Лін-Лін Фат / сценарист / режисер           |
| 1996 | Бог кулінарії                                    | 食神                         | The God of Cookery                          | Стівен Чоу / сценарист / режисер            |
| 1999 | Король комедії                                   | 喜劇之王                     | King of Comedy                              | Вань Тінь-Сау / сценарист / режисер         |
| 2001 | Шаолінський футбол                               | 少林足球                     | Shaolin Soccer                              | Сін / сценарист / режисер                   |
| 2004 | Розбірки в стилі кунг-фу                         | 功夫                         | Kung Fu Hustle                              | Сін / сценарист / режисер                   |
| 2008 | Сьомий                                           | 長江七號                     | CJ7                                         | Чоу Ті / сценарист / режисер                |
| 2013 | Подорож на Захід: Підкорення демонів             | 西遊·降魔篇                  | Journey to the West: Conquering the Demons  | сценарист / режисер / продюсер              |
| 2016 | Русалка                                          | 美人魚                       | The Mermaid                                 | сценарист / режисер / продюсер / композитор |
| 2017 | Подорож на Захід: Демони б'ють у відповідь       | 西遊伏妖篇                   | Journey to the West: The Demons Strike Back | продюсер                                    |